# Pacomio el Serbio
Pacomio el Serbio (Пахомий Серб), también conocido como Pacomio Logoteta fue un hagiógrafo del siglo XV, empleado de la Iglesia Ortodoxa Rusa, principalmente para los arzobispos de Nóvgorod, el Troitse-Sérguiyeva Lavra, y las cortes de los príncipes y metropolitanos de Moscú. 
Se cree que escribió once vidas de santos (zhitié), incluyendo las del Metropolitano Pedro de Moscú, Esteban de Perm, Iliá de Nóvgorod, Moiséi de Nóvgorod, Eufemio II de Nóvgorod, Jonás de Nóvgorod, el Príncipe Mijáil de Chernígov, Varlaam de Jutýñ, Sergio de Rádonezh y otros. También escribió catorce servicios, incluyendo aquellos para Eufemio II, Nuestra Señora del Signo de Nóvgorod, el metropolitano Alejo de Moscú y Vladímir, Antonio del Monasterio de las Cuevas de Kiev o el del metropolitano Iona de Moscú.
Llegó a Nóvgorod a finales de la década de 1430 o principios de la de 1440, durante el arzobispado de Eufemio II (1429-1458), y bajo el auge de éste, compuso la Vida de Varlaam de Jutýñ, el fundador del monasterio de Varlaamo-Jútynski de Nóvgorod, así como el "Cuento del Viaje de Jonás (Ilia, Arzobispo de Nóvgorod, 1165-1186) sobre un demonio a Jerusalén". Entonces se trasladó al monasterio de Troitse-Sérguiyeva Lavra, al norte de Moscú, donde compuso la Vida de Sergio de Rádonezh, el fundador de ese monasterio. Volvió a Nóvgorod, bajo el Arzobispo Jonás (1458-1470), donde compuso las vidas de varios obispos santos de Nóvgorod, incluyendo la de Ilia (Jonás) y Eufemio II. Más tarde (poco antes de 1484) compondría la Vida de Moiséi, Arzobispo de Nóvgorod. Murió poco después.